# Мокра-Лева (Лодзинське воєводство)
Мокра-Лева (пол. Mokra Lewa) — село в Польщі, у гміні Скерневиці Скерневицького повіту Лодзинського воєводства.
Населення — 851 особа (2011).
У 1975-1998 роках село належало до Скерневицького воєводства.

## Демографія
Демографічна структура станом на 31 березня 2011 року:
|          | Загалом | Допрацездатний вік | Працездатний вік | Постпрацездатний вік |
| -------- | ------- | ------------------ | ---------------- | -------------------- |
| Чоловіки | 433     | 90                 | 290              | 53                   |
| Жінки    | 418     | 81                 | 238              | 99                   |
| Разом    | 851     | 171                | 528              | 152                  |